# Бесхлебнов, Иван Александрович
Иван Александрович Бесхлебнов (14 апреля 1913, Царицын, Саратовская губерния, Российская империя — 23 августа 1997, Волгоград) — старший аппаратчик Волгоградского консервного завода Министерства пищевой промышленности РСФСР. Герой Социалистического Труда (1971).

## Биография
Родился в 1913 году в рабочей семье в Царицыне. С августа 1942 года участвовал в Великой Отечественной войне. Воевал при обороне Сталинграда. В дальнейшее время сражался в составе 150-й отдельной танковой бригады 5-й гвардейской армии. В конце войны — командир танка Т-34 танкового батальона.
После демобилизации возвратился в Сталинград, где стал работать аппаратчиком на местном консервном заводе. За выдающиеся трудовые достижения в годы Семилетки (1959—1965) награждён Орденом Ленина.
В 1970 году досрочно выполнил личные социалистические обязательства и плановые производственные задания Восьмой пятилетки (1965—1970). Указом Президиума Верховного Совета СССР от 26 апреля 1971 года «за выдающиеся успехи, достигнутые в выполнении заданий пятилетнего плана по развитию пищевой промышленности» удостоен звания Героя Социалистического Труда с вручением ордена Ленина и золотой медали Серп и Молот.
После выхода на пенсию проживал в Волгограде.
Скончался в 1997 году.

## Награды
- Герой Социалистического Труда
- Орден Ленина — дважды (21 июля 1966; 1971)
- Орден Отечественной войны 1 степени — дважды (29 мая 1945; 11 марта 1985)
- Медаль «За оборону Сталинграда» (22 декабря 1942)